# Paweł Morzycki
Paweł Morzycki (ur. 20 września 1954 w Starachowicach, zm. 4 marca 2010 w Warszawie) – polski dziennikarz związany z magazynem „Żagle”, kapitan żeglugi morskiej, członek Bractwa Wybrzeża "Mesa Kaprów Polskich".

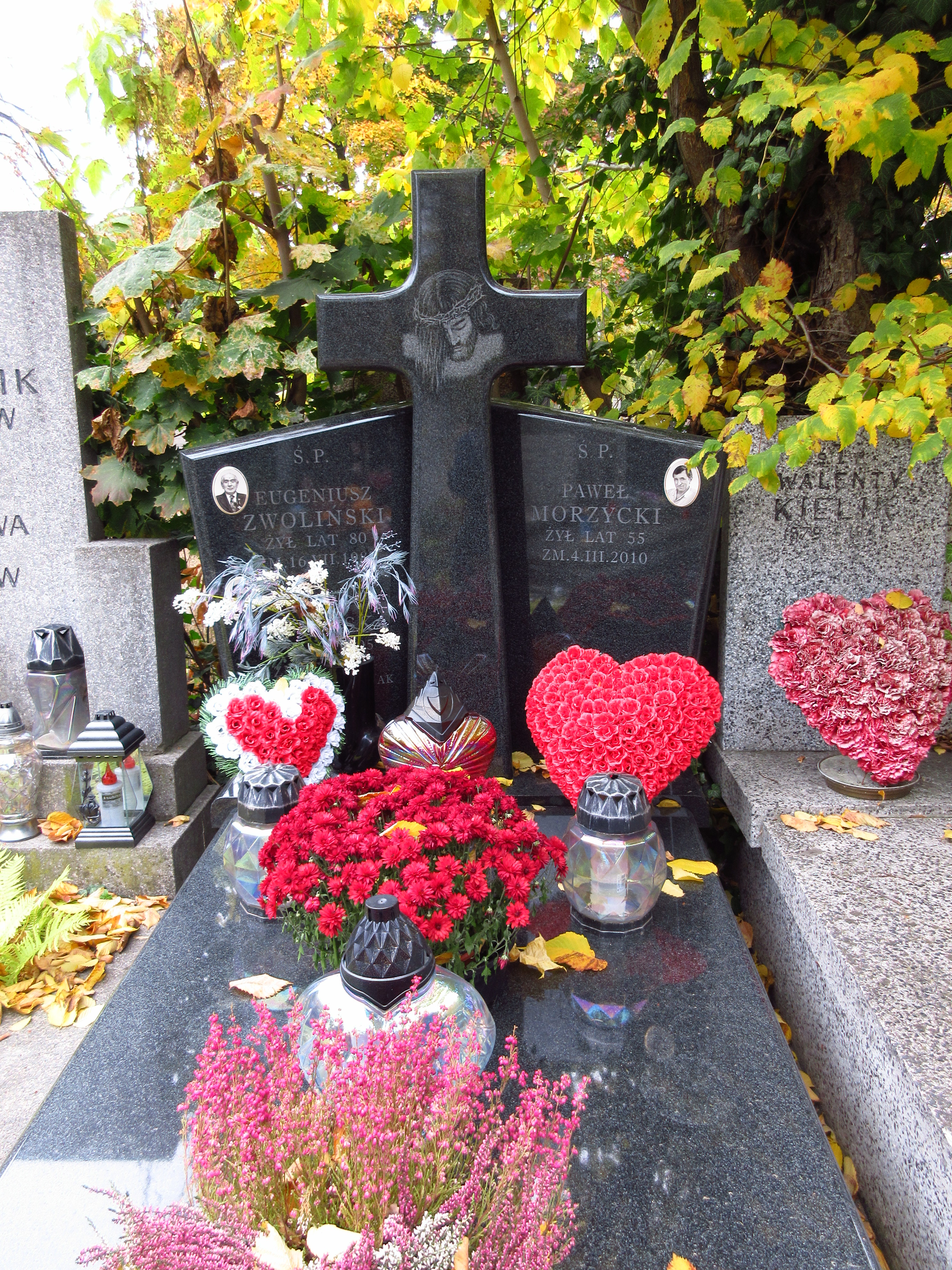
Grób Pawła Morzyckiego na Cmentarzu Bródnowskim.

Z wykształcenia był inżynierem geologiem i afrykanistą, zawodowo redagował Dział Morski w magazynie "Żagle". Od najmłodszych lat związany był z żeglarstwem, mając 19 lat uzyskał patent kapitana jachtowego. W latach 1983–1984 będąc kapitanem jachtu Boruta brał udział w rejsie „Dookoła Atlantyku”. Był również podróżnikiem; wędrował przez Afrykę i Japonię. Pochowany na cmentarzu Bródnowskim (kwatera 34B-5-10).